# 奥利维娅·科菲
奥利维娅·科菲（英語：Olivia Coffey，1989年1月29日—），美国女子赛艇运动员。她曾代表美国参加世界赛艇锦标赛，获得三枚金牌和二枚铜牌。她也曾参加2020年夏季奥林匹克运动会。